# 園部不二夫
園部 不二夫（そのべ ふじお、1909年（明治42年）11月6日 - 1977年（昭和52年）1月7日）は、日本の牧師、キリスト教史家である。

## 人物・来歴
1909年牧師園部丑之助の長男として静岡県御殿場に生まれた。1933年明治学院高等学部英文科を卒業する。1940年サンフランシスコ神学校を卒業して、サンフランシスコ日本人合同教会より按手礼を受けて、ロングビーチ市日本人長老教会牧師になる。
1942年明治学院高等部専任講師、1951年に明治学院大学教授になる。キリスト教学、教会史の講義を担当した。
青山学院大学、日本聖書神学校でも教鞭を取り教職者に育成に当たった。

## 著書

### 単著
- 『新しい生命に関する四十八章 キリストによる信仰生活のしおり』ヨルダン社、1955年5月。全国書誌番号:55009501。
- 『キリスト教要義』明治学院大学キリスト教研究所、1955年5月。
- 『ニカィア・キリスト論史』明治学院大学文経学会、1959年1月。
- 『アリウス派論争史』明治学院大学文経学会、1969年。
- 『ニカィア・キリスト論史』明治学院大学文経学会、1970年。
- 『図説キリスト教史』創元社、1973年4月。ISBN 9784422143378。全国書誌番号:74012365。

### 翻訳
- ジョン・マッコナッキー 著、岸千年・園部不二夫 訳『バルト神学概論』新生堂、1935年5月。全国書誌番号:47033240。
- パーシー・ディアマー 著、園部不二夫・菊地雄一 訳『芸術と宗教』一粒社、1936年。全国書誌番号:47034294。

### 著作集
- 『キリスト讃歌』キリスト新聞社〈園部不二夫著作集 第1巻〉、1979年1月。全国書誌番号:79006866。

収録：キリストの愛/キリスト論の六類型/初代教会史/殉教者列伝/キリスト讃歌-説教/その他
- 『信仰と生涯』キリスト新聞社〈園部不二夫著作集 第2巻〉、1979年1月。全国書誌番号:79006867。

収録：信仰と生涯-伝記/随筆/告別/追想/著者略歴/業績目録/歴史に働き給う神/その他
- 『初代教会史論考』キリスト新聞社〈園部不二夫著作集 第3巻〉、1980年12月。全国書誌番号:81015878。

収録：初代教会における三位一体論/イレナェウス研究/ニカイア・キリスト論史/アリウス派論争史/カルケドン総会議とキリスト論の問題